# Est-ce Mars

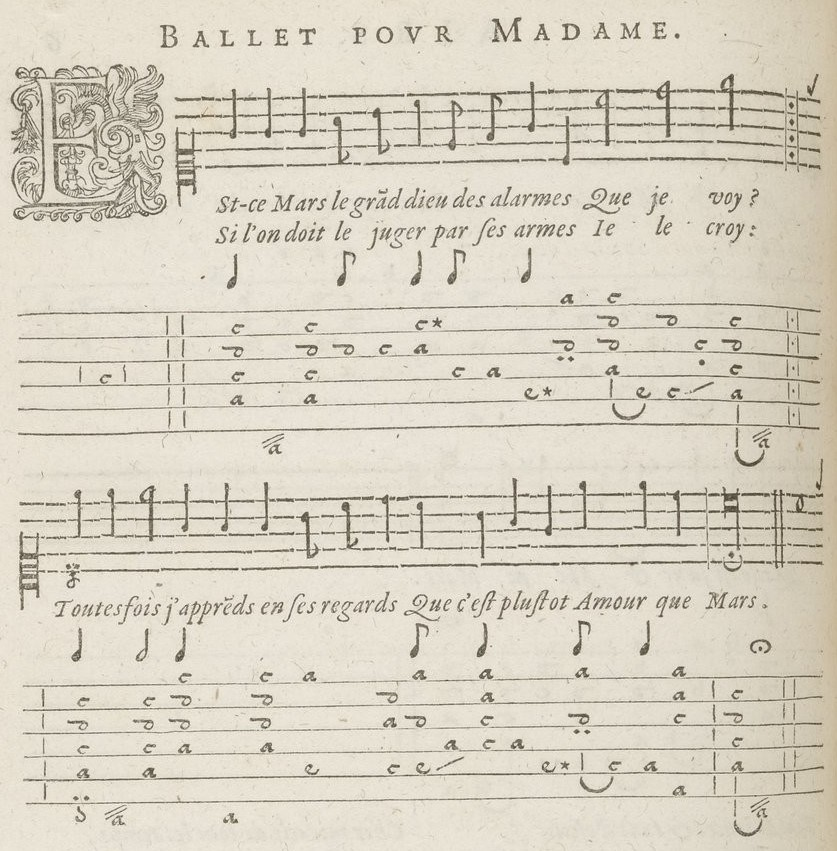
Est-ce Mars in Gabriel Batailles Bearbeitung von 1613 für eine Singstimme mit Begleitung in Lautentabulatur

Est-ce Mars (französisch: Ist es Mars) ist eine ursprünglich aus Frankreich stammende Melodie, die im 17. und frühen 18. Jahrhundert in vielen Teilen Europas populär war und in zahlreichen Kompositionen Verwendung fand. Nach einem Wiederaufleben ab der zweiten Hälfte des 19. Jahrhunderts erlangte sie in Belgien als patriotisches Arteveldelied sowie in Deutschland und den Niederlanden unter anderem als Seemannslied Wer geht mit, juchhe/Wer geht mit, juchhe, über See bzw. Wie gaat mee over zee/Wie gaat met ons mee over zee erneute Bekanntheit. Es ist also eine „wandernde Melodie“, ein Musikstück, das im Laufe einer langen Zeit an verschiedenen Orten in ganz unterschiedlichen Zusammenhängen gebraucht wurde, ohne dass man sich notwendigerweise seiner Geschichte bewusst war.

## Melodie
Est-ce Mars besteht aus zwei Abschnitten unterschiedlicher Länge: einem wiederholten ersten Teil von insgesamt acht Takten und einem fünftaktigen zweiten Teil, es ist also insgesamt asymmetrisch. Ein charakteristisches Motiv des Stückes ist die dreimalige Wiederholung unterschiedlicher Töne. Die Melodie ist in verschiedenen Dur-Tonarten überliefert, manchmal wird ihr ein Auftakt vorangestellt und/oder die Schlusswendung der beiden Teile unterschiedlich gestaltet (siehe unten) sowie die Asymmetrie auszugleichen versucht.

## Ursprünge und Verbreitung
Das erste gesicherte Auftreten der Melodie findet sich in einem Ballet de cour, das am 17. November 1613 zu Ehren von Madame Élisabeth de Bourbon, einer Schwester des französischen Königs Ludwig XIII., gegeben wurde. Die Musik stammte von Pierre Guédron. Die namensgebende erste von insgesamt fünf Strophen, die neben dem Spiel mit der scheinbaren Gegensätzlichkeit von Mars und Venus letztlich auch Madame Élisabeth ehren, lautet:
Est-ce Mars, le grand dieu des alarmes

Que je voy?

Si l’on doit le juger par ses armes

Je le croy:

Toutesfois j’apprends en ses regards

Que c’est plus tost Amour que Mars
|  | Info zur Audio-Datei |

Ob es sich bei der Melodie um eine originäre Idee Guédrons handelt, ist fraglich. Im Musikarchiv des französischen Hofes (der Collection Philidor) findet sich ein als Ballet des nègres dansè en 1601 bezeichnetes Musikstück, das insbesondere in den ersten Takten sehr große Ähnlichkeit mit Guédrons Est-ce Mars hat, und auch andere populäre Lieder enthalten ähnliche Tonfolgen. Noch im selben Jahr wurden zwei Fassungen des Liedes in Frankreich veröffentlicht: Ein vierstimmiger Satz von Guèdron selbst und eine Version für Gesang mit Lautenbegleitung von Gabriel Bataille. Bis zur Mitte des 17. Jahrhunderts entstanden in Frankreich einige Um- und Neudichtungen mit geistlichem oder weltlichem Inhalt, dann scheint die Popularität der Melodie dort abgenommen zu haben.
Est-ce Mars hatte sich jedoch schnell in andere Länder Europas verbreitet, es findet sich beispielsweise in einer italienischen Lautenhandschrift aus der Zeit zwischen 1610 und 1620 und als Komposition von Giles Farnaby unter dem Titel The New Sa-Hoo im berühmten Fitzwilliam Virginal Book. Die früheste Verwendung im deutschsprachigen Raum sind Kompositionen für Laute aus der Zeit um 1620, die belegen, dass Est-ce Mars bereits zu dieser Zeit unter verschiedenen auch deutschen Titeln bekannt war. 1624 veröffentlichte Samuel Scheidt in seiner Sammlung von Orgelstücken Tabulatura Nova zehn Variationen der Melodie unter dem Titel Canto gallica: Est-ce Mars. Die Melodie blieb im Umkreis der Norddeutschen Orgelschule beliebt, kam aber auch als Tanz oder Trinklied vor, ehe sie Anfang des 18. Jahrhunderts aus den Quellen verschwindet.
Ihre vielfältigste Wirkung entfaltete die Melodie jedoch im Raum der heutigen Niederlande und Belgiens, wo sie häufig instrumental bearbeitet oder mit verschiedensten Texten hinterlegt wurde. Der französischstämmige Lautenist Nicolas Vallet veröffentlichte 1615 und 1616 in Amsterdam insgesamt vier Bearbeitungen von Est-ce Mars für eine bzw. vier Lauten. Bearbeitungen für Flöte finden sich im 1646 erschienenen Fluyten Lust-hof des Jacob van Eyck. Auch der berühmteste und wirkmächtigste niederländische Musiker seiner Zeit, Jan Pieterszoon Sweelinck (Lehrer des oben genannten Samuel Scheidt), widmete sich der Melodie und komponierte sieben Variationen für Tasteninstrumente. Zahlreiche weitere Bearbeitungen oder Kontrafakturen sind oft nur anonym überliefert. Von den Textbearbeitungen sind zwei für die Rezeption des Stückes im 19. Jahrhundert von Bedeutung: ein etwa 1635 publiziertes Lied über die Vor- und Nachteile des gerade aufkommenden Tabaksgenusses (Isser iemant uyt Oost-Indien gecomen bzw. Tabaklied) sowie eine mit religiösem Text versehene Version Geluckig is hy die leert sterven des Dichters Adriaen Valéry. Sie findet sich in dessen 1626 erschienenem Werk Nederlandtsche Gedenck-klanck, das in Bildern, Gedichten und eben Liedern den niederländischen Freiheitskampf im Achtzigjährigen Krieg beschreibt. In Valérys Publikation erscheint das Lied erstmals mit Auftakt und diminuierten Noten im dritten Takt – Änderungen, die später meist übernommen wurden (siehe unten).

## Wiederaufleben im 19. Jahrhundert

### Die Melodie als Träger patriotischer Lieder

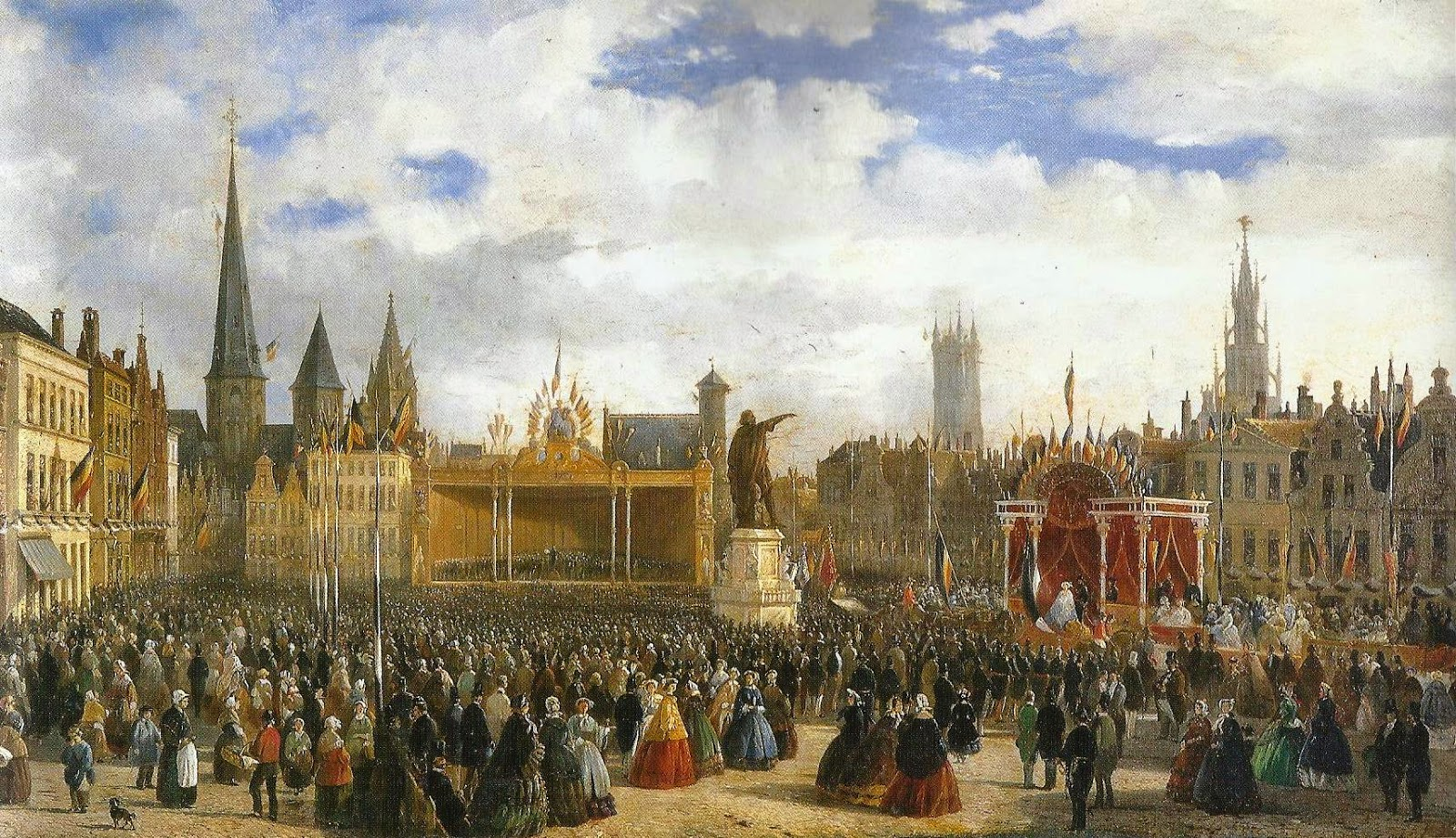
Feierlichkeiten anlässlich der Enthüllung des Artevelde-Standbilds in Gent.

Entsprechend dem historistischen Zeitgeist begann man im 19. Jahrhundert, sich verstärkt mit dem Liedgut vergangener Epochen zu beschäftigen. 1848 wurde posthum die Sammlung Oude Vlaemsche liederen des Jan Frans Willems veröffentlicht, in der Est-ce Mars in der Fassung als Tabakslied auftaucht. Das Tabakslied galt den Autoren des 19. Jahrhunderts meist als ursprüngliche Fassung der Melodie. Erneute Popularität erfuhr diese jedoch erst, als der belgische Komponist François-Auguste Gevaert sie als Teil seiner Kantate über den flämischen Heroen Jacob van Artevelde bearbeitete. Diese wurde am 14. September 1863, anlässlich der Enthüllung eines monumentalen Denkmals für Artevelde am Vrijdagmarkt in Gent, ebendort von 1200 Mitwirkenden aufgeführt. Besonderen Eindruck machte das auf dem Est-ce Mars basierende Loblied auf den Helden Wie herbracht hier de rust. Gevaert hatte einige harmonische Änderungen vorgenommen und die Asymmetrie der Vorlage ausgeglichen, indem er die vier Eingangstakte am Ende der Melodie wiederholte. Diese Komposition erlangte als patriotisches Arteveldelied ein Eigenleben, war ein Studentenlied, Soldatenlied des Ersten Weltkrieges und bis in die Zeit nach dem Zweiten Weltkrieg insbesondere im niederländischsprachigen Teil Belgiens sehr bekannt.
In den Niederlanden hatte Abraham Dirk Loman 1871 eine editierte Auswahl von 19 Liedern aus Valérys Gedenck-clanck veröffentlicht, darunter das Lied Geluckig is hy die leert sterven, also Valérys Adaption der Est-ce Mars-Melodie, deren Text er patriotischer gestaltete. Er stieß mit seiner Veröffentlichung jedoch auf wenig Resonanz. 1877 erschien in Wien ein Zyklus von Sechs Altniederländischen Volksliedern aus dem Gedenck-clanck in Bearbeitung von Eduard Kremser. Die Lieder sollten ein Bild des niederländischen Freiheitskampfes geben und wurden zu diesem Zweck von Josef Weyl mit neuen, deutschsprachigen Texten versehen. Erneut war die Est-ce Mars-Melodie Teil der Auswahl, nun unter dem Titel Kriegslied und mit dem entsprechend pathetischen Text „Wohl sehr glücklich ist, wer zu sterben weiß für Gott und das theure Vaterland …“ Loman trat mit Kremser in Kontakt und bat ihn, er möge auch in den Niederlanden an der Verbreitung seines Liederzyklus mitwirken. Dieser wurde ein großer Erfolg, sowohl in Deutschland als auch den Niederlanden vielfach aufgeführt und machte die enthaltenen Melodien entsprechend populär. Noch beliebter als das Kriegslied waren jedoch das erste Stück (Altniederländische Dankgebet) sowie das Wilhelmuslied genannte zweite Stück des Zyklus, das bald mit einem niederländischen Text versehen wurde und seit 1932 als Het Wilhelmus die niederländische Nationalhymne bildet.

### Est-ce Mars als „Seemannslied“
Loman empfand, dass weder die von ihm 1871 veröffentlichte Textfassung noch Valérys religiöse Version von 1626 dem fröhlichen Charakter der Melodie angemessen waren. So dichtete er 1892 für die zweite Auflage seiner Oud-Nederlandschen Liederen einen vollkommen neuen Text, der Abenteuerlust und Tatendrang der Seefahrer, „wo der Mann noch zeigen kann, was er gilt“, zum Inhalt hat. Das Lied entsprach nun dem gutbürgerlichen, auf aufrechtes, maskulines Heldentum ausgerichteten Ideal jener Epoche und konnte in diesem Geist auch der späteren Jugendmusikbewegung noch problemlos als Fahrtenlied dienen. Entsprechend fand es Eingang in zahlreiche Liederbücher. Im Jahr 1901 schließlich übersetzte Karl Budde, nach Kritik an Weyls übertrieben pathosbehafteten Texten zu Kremsers Sechs Altniederländischen Volksliedern, Lomans neuen Text ins Deutsche. In Zusammenarbeit mit dem Komponisten Julius Röntgen entstand so eine auch für das wilhelminische Deutschland passende Version des Est-ce Mars als Seemannslied.
Die Verbreitung des deutschsprachigen Liedes begann zögerlich, beschleunigte sich aber ab 1906 durch Aufnahme in das Volksliederbuch für Männerchor. Für ein „echtes“, also von tatsächlichen Seeleuten gesungenes Seemannslied war der Text zu romantisch verklärt, doch erfreute er sich dafür im Umkreis der Jugendmusikbewegung insbesondere ab 1930 umso größerer Beliebtheit. Das Lied blieb mit leichten Anpassungen (Jungens von Deutschland statt Jungens von Holland usw.) auch während des Zeit des Nationalsozialismus populär, seine Melodie diente als Vorlage für einige Propagandalieder. Nach dem Zweiten Weltkrieg war die Version von K. Budde und J. Röntgen dank ihres unproblematischen Textes weiterhin in Liederbüchern verschiedener Jugendbewegungen ebenso wie in dem Liederbuch der Bundeswehr vertreten. Erst ab den 1970er-Jahren nahm die Popularität dieses langlebigen Musikstücks merklich ab.

#### Text und Melodie des „Seemannsliedes“
Da das Seemannslied auf Adriaen Valérys Version des Est-ce Mars zurückgeht, verwendet es dessen Variante der Melodie, also jene mit Auftakt und Diminution im dritten Takt.
Niederländisch (A.D. Loman, ca. 1892)

Wie gaat met ons mee over zee?

Houd het roer recht!

Frisch blaast de wind langs de ree,

Blyft ge t’huis in’t nest met de rest!

Houd het roer recht!

Ons lykt de zee het allerbest.

Wie war worden will

Wel die zit niet still.

Neen, hij trekke ’t zeegat uit

Zie, hem wacht rijke buit.

By de hand voor koning en land!

Houd het roer recht!

Zoo klinkt het luid aan alle kant,

Vor u uit, het oog, en omhoog

Houd het roer recht!

Dat u geen storm verrassen moog.

Meet het oog in ’t zeil

En voor niemand veil,

Stuurt de zeeman ’t zwemmend paard

Voor geen duivel vervaard.

Schall’ een luid hoezee! voor de zee

Houd het roer recht!

Jongens van Holland ropet het mee!

Hier is’t ruime veld voor den held.

Houd het roer recht!

Hier toont de man war hij geldt.

Onder ’t zeemans buis.

Daar is moed nog t’ huis

In zijn vuist ligt heel zijn lot,

Niemand vreest hij dan God
Deutsch (K. Budde/J. Röntgen, 1901)

Wer geht mit, juchhe! über See!

Fest das Ruder!

Frisch bläst der Wind vom Land, juchhe!

Bleib zu Haus im Nest mit dem Rest!

Fest das Ruder!

Uns dünkt die See das Allerbest!

Wer was werden will,

ei, der sitz nicht still,

nein, der wähl des Seemanns Kleid:

ihm winkt reiche Beut!

Bei der Hand für König und Land!

Fest das Ruder!

Laut klingt es an der Wasserkant!

Euer Aug vorauf und hinauf!

Fest das Ruder!

Schnell zieht ein böses Wetter auf!

In das Segel geblickt

und vor Niemand gebückt,

Seemann lenkt sein schwimmend Pferd,

an kein’n Teufel sich kehrt.

Schall’ ein lautes Juchhe für die See!

Fest das Ruder!

Jungens von Holland, ruft Juchhe!

Hier ist’s weite Feld für den Held.

Fest das Ruder!

Hier zeigt der Mann noch, was er gelt’.

Unter’s Seemans Flaus

ist noch Mut zu Haus,

Kampf und Sturm ist ihm ein Spott,

er fürcht’t nichts als Gott!